# Réserve de biosphère de Martinique
La Réserve de biosphère de Martinique est une réserve de biosphère située en France, en Martinique, reconnue par l'UNESCO le 15 septembre 2021 dans le cadre du programme sur l'homme et la biosphère. D'une superficie totale de 4 924 768,63 ha, elle comprend les 34 communes de la Martinique, soit environ 363 500 habitants, et l’intégralité de la zone économique exclusive. 

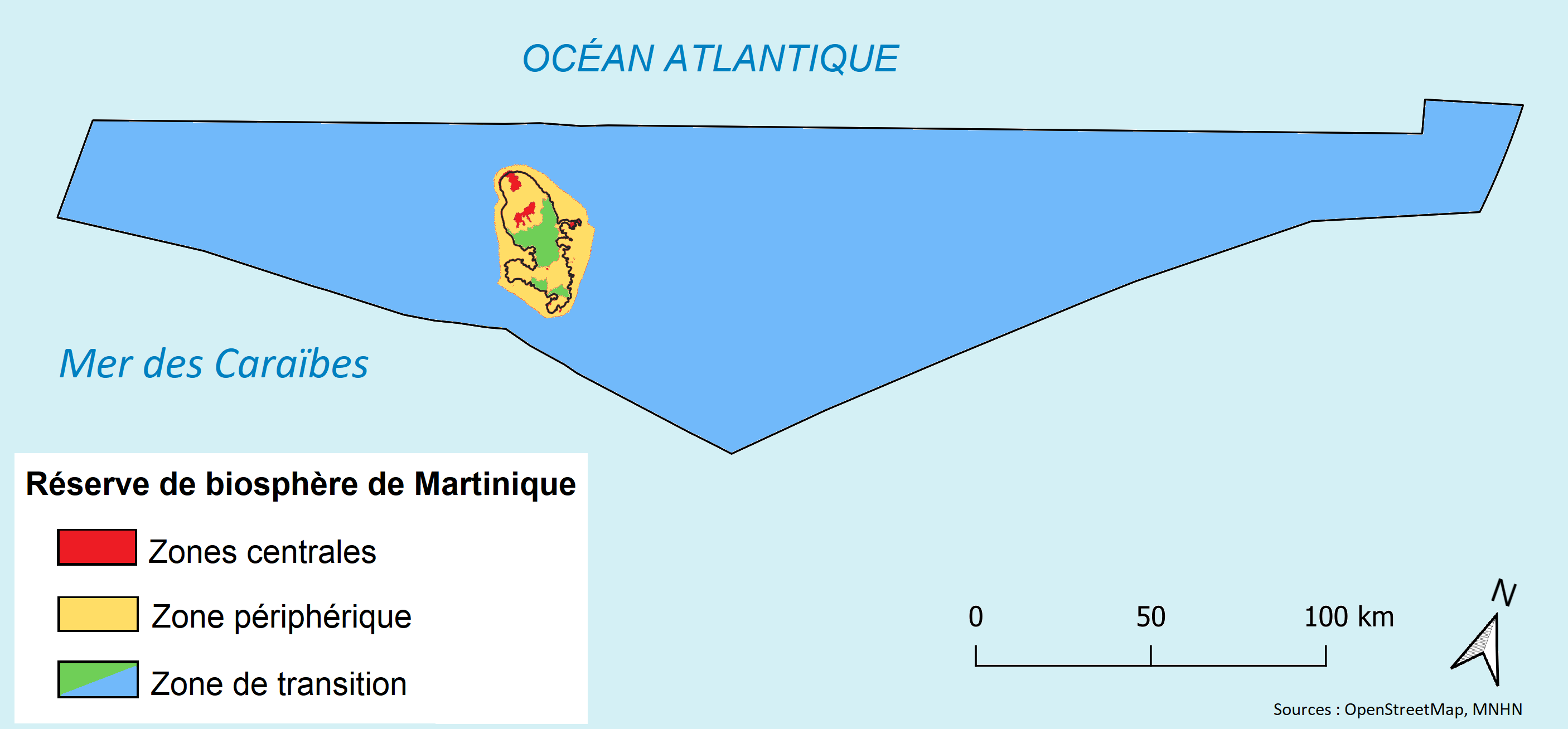
Carte du zonage de la réserve de biosphère.

## Caractéristiques
La réserve de biosphère de Martinique est reconnue par les États membres du Conseil International de Coordination du Programme sur l’Homme et la Biosphère de l’UNESCO le 15 septembre 2021, avec pour structure de coordination l'association Martinique Réserve de Biosphère. Elle fait partie du réseau caribéen des Réserves de biosphère.
Le territoire de la réserve de biosphère a une superficie marine et terrestre cumulée de 49 247,69 km2 (47 340 km2 d'aire marine). Il englobe l'ensemble de l'île, dont le parc naturel régional de la Martinique et le parc naturel marin de Martinique.
La réserve de biosphère de Martinique est la réserve de biosphère la plus grande de France.

## Historique
L'association Martinique Réserve de Biosphère est créée en juin 2017, constituée de 18 membres fondateurs, dont 5 associations et institutions.
- De septembre 2018 à octobre 2019, des réunions publiques et de coconstruction ont eu lieu.
- En décembre 2019 ont eu lieu des réunions de synthèse.
- En mai 2020, le dossier de candidature a été remis au MAB France.
- En mars 2021, le dossier a été examiné.
- En septembre 2021, la Martinique est reconnue réserve de biosphère lors de la 33e session du Conseil international de coordination (CIC)[4].

## Biodiversité et protection environnementale
La réserve, de type volcanique, dispose d'un important réseau hydrographique et comprend trois écosystèmes marins : mangroves, herbiers et récifs coralliens.
En termes de faune, l'île possède un taux d’endémisme de 13 %, avec notamment l'iguane des petites antilles ou encore le moqueur gorge-blanche.